# 糸魚川站
糸魚川站（日语：〔〕／〔〕 Itoigawa eki */?）是位於日本新潟縣糸魚川市大町一丁目的鐵路車站。現時由西日本旅客鐵道（JR西日本）及越後心跳鐵道（朱鷺鐵）共同管理。日本貨物鐵道（JR貨物）名義上也有使用權，但現時為臨時站，也沒有定期列車或貨車班次。
其中原屬JR西日本在來線的北陸本線，因北陸新幹線的開業，需要轉交由第三部門鐵道的越後心跳鐵道營運，但JR西日本仍然保留變成孤立線的大糸線。

## 車站構造

### JR西日本（北陸新幹線）
為三層高建築物，地下部份將設置兩個展覽廳，分別是由糸魚川地質公園協議會（糸魚川ジオパーク協議会）所營運的「地質公園情報發送中心」（糸魚川ジオパーク情報発送コーナー）及由糸魚川市管理的「鐵道模型展示區」（ジオラマ鉄道模型ゾーン），而部份區域將闢作24小時開放，包括洗手間及自由通道出入口；2樓為新幹線車站大堂，兼同時設有商店、食肆及南北站舍自由通道；3樓則為新幹線車站月台。
2014年9月14日，連接新幹線站舍與在來線站舍的2樓自由連絡通道正式使用。

#### 月台配置
設有側式月台2個，可容納12輛長的新幹線停靠。

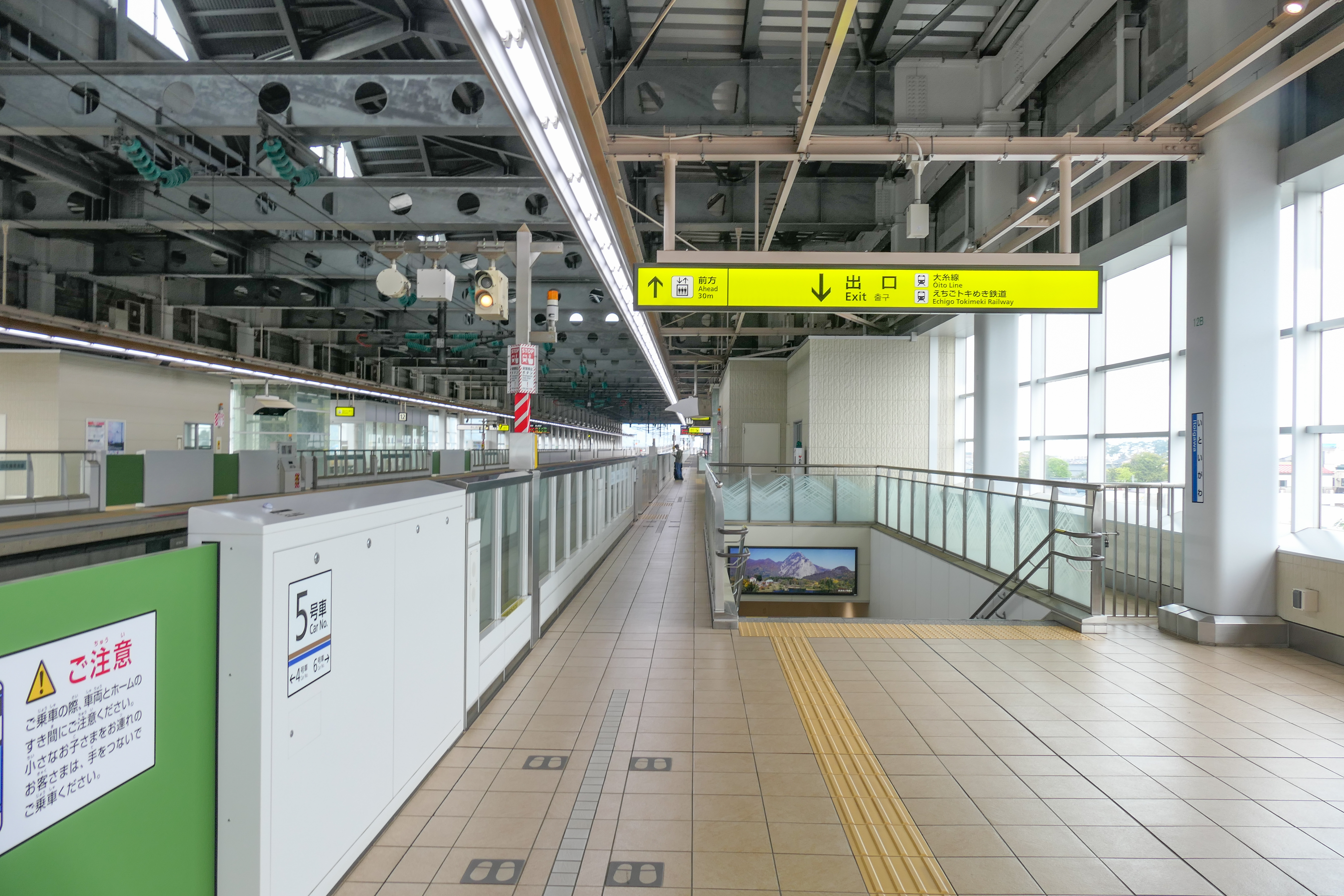
11號月台（2022年4月）

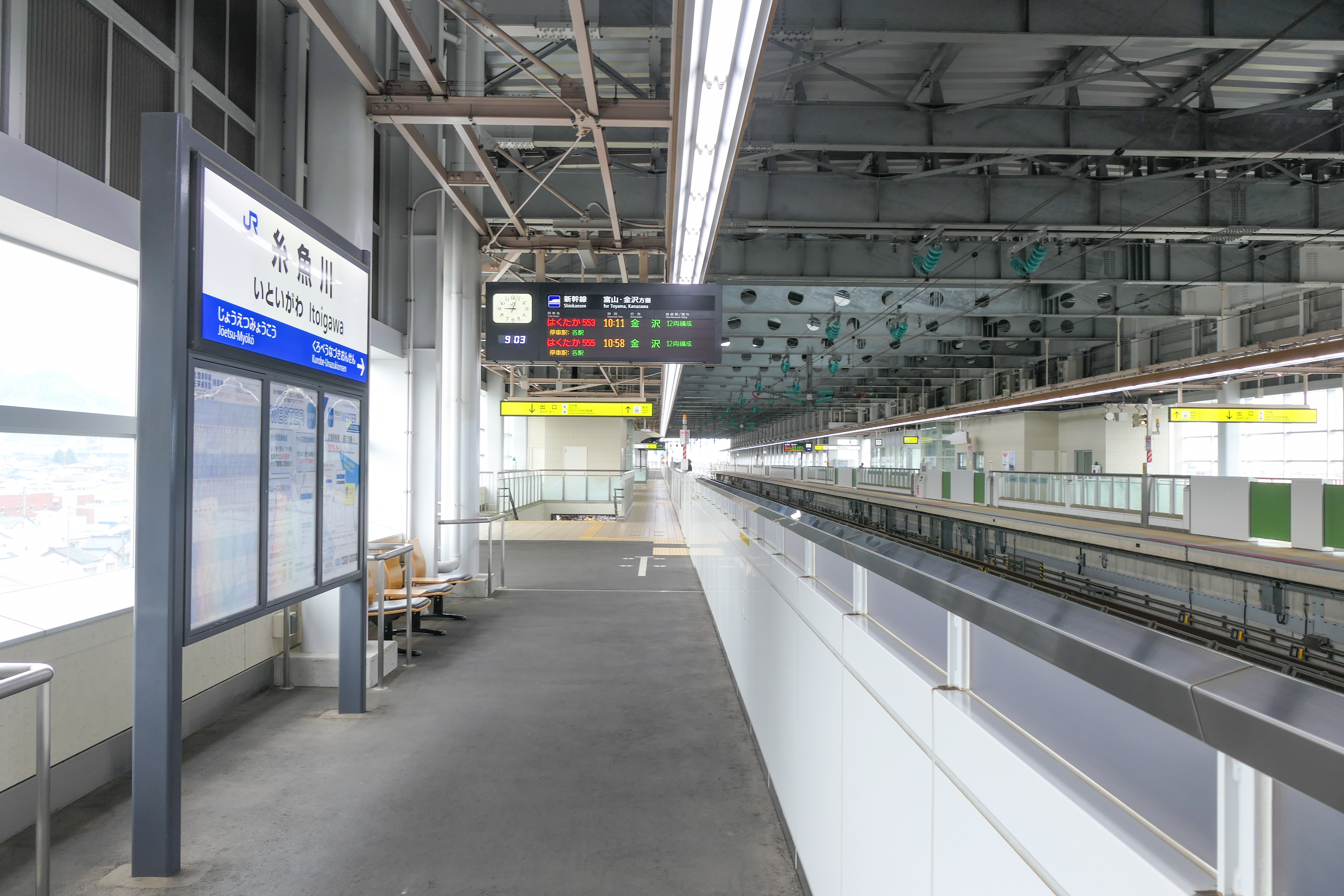
12號月台（2022年4月）

| 月台 | 路線       | 方向 | 前往           | 備註 |
| ---- | ---------- | ---- | -------------- | ---- |
| 11   | 北陸新幹線 | 上行 | 長野、東京方向 |      |
| 12   | 北陸新幹線 | 下行 | 金澤方向       |      |

### 越後心跳鐵道、JR西日本（大糸線）

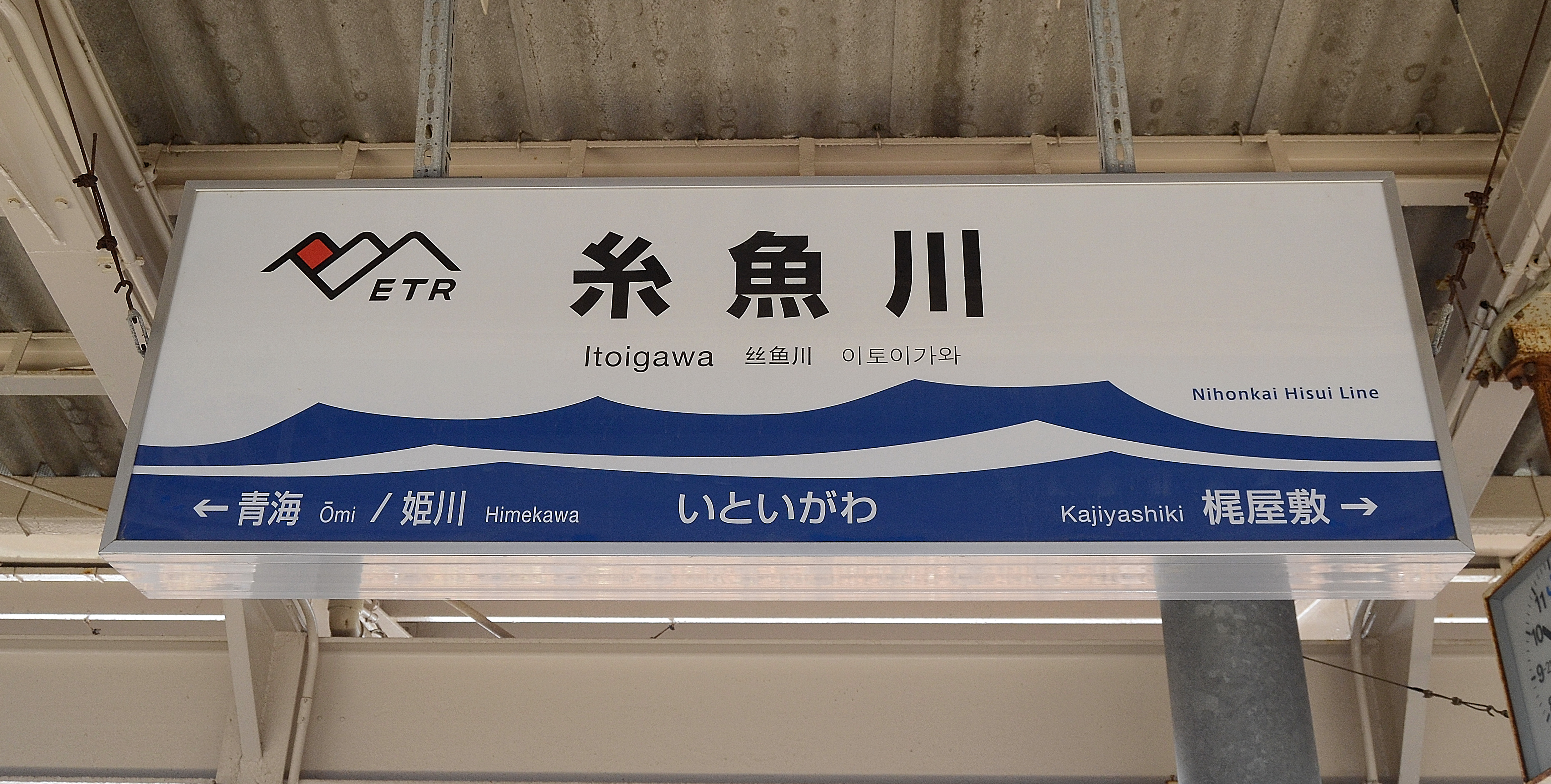
越後心跳鐵道的站名牌，其中文名稱以「丝鱼川」命名。

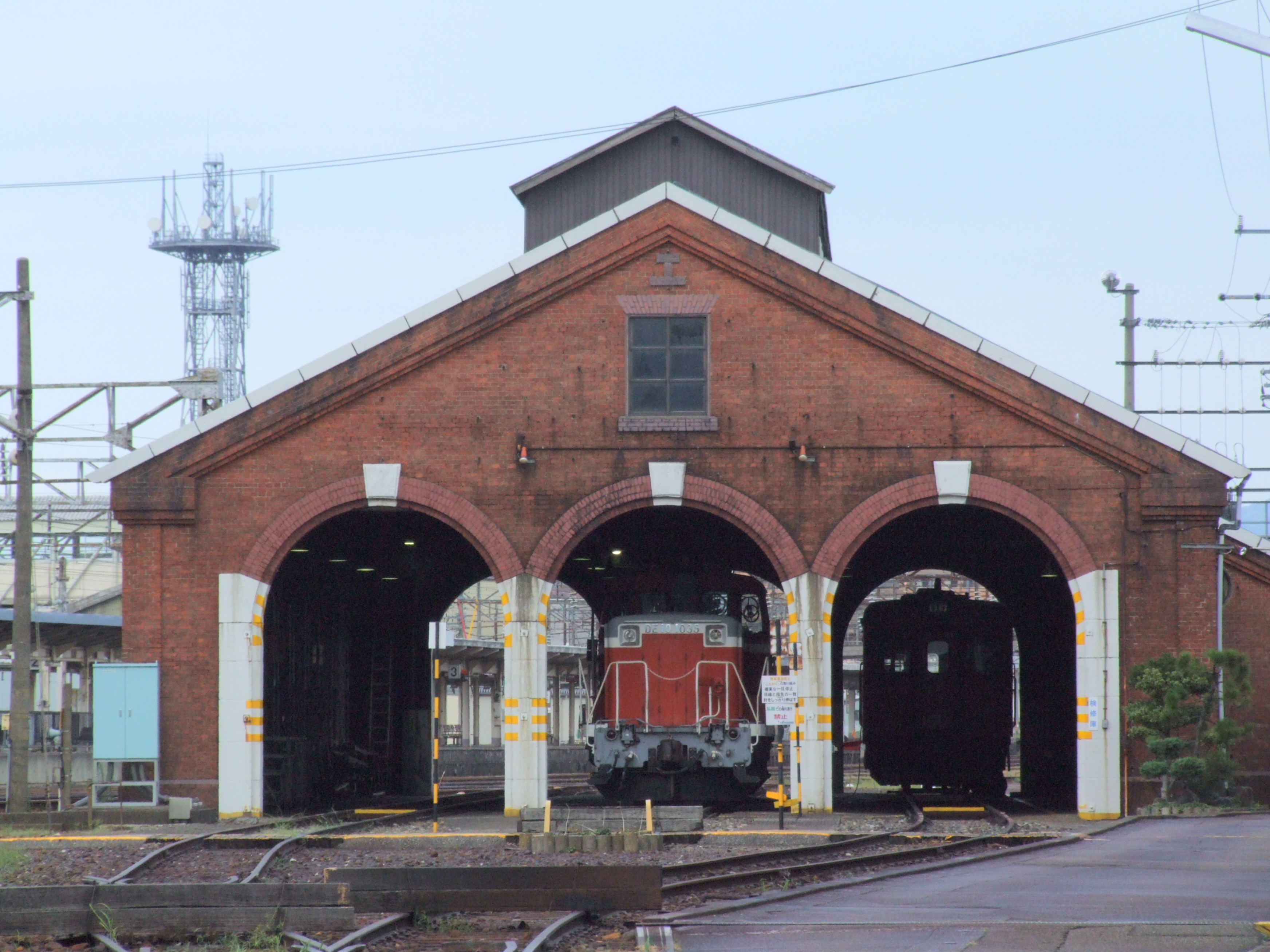
在來線區內的紅磚車庫

為兩層高建築物，可分為左右兩邊份，其中右邊為原有臨時站舍，原是綠窗口、站務室、改札口及便利商店所在之處，現時則改為糸魚川地域鐵道部的事務所；至於左邊，則為因應配合新幹線月台而改建的，地下為自由通道出入口、候車室、土産店、便利商店（CHAO，新潟縣内唯一）、餐廳及洗手間；2樓則為車站設施，包括新的站務室、附設綠窗口的售票處、候車室、自動售票機、自由連絡通道及洗手間。將來更能夠連接至旁邊的多功能商場「翡翠王國館」（ヒスイ王国館）。
朱鷺鐵為紀念公司成立六週年，為本站設計了1名虛構站員「奴奈川翡翠」。

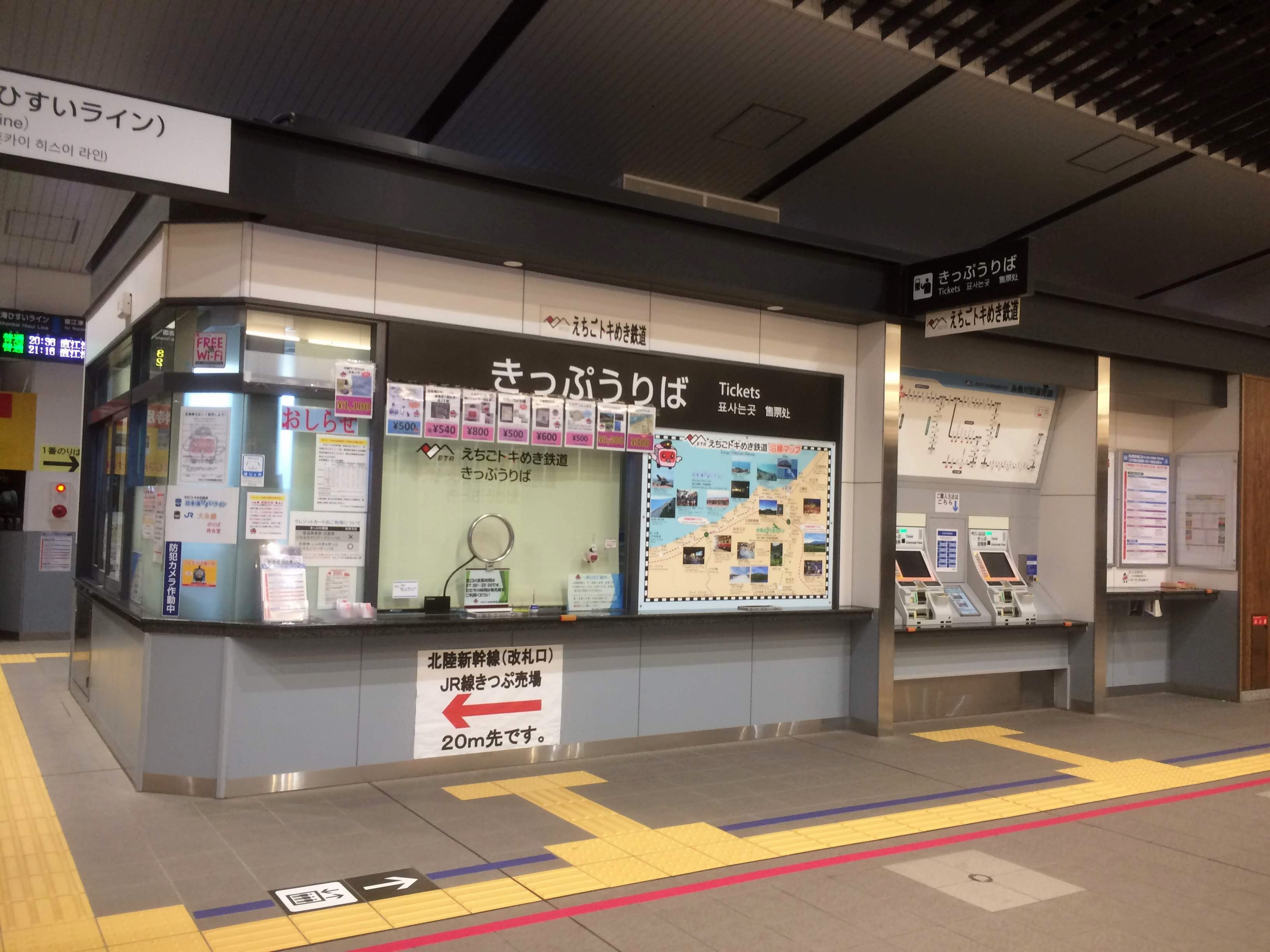
售票處（2019年2月）
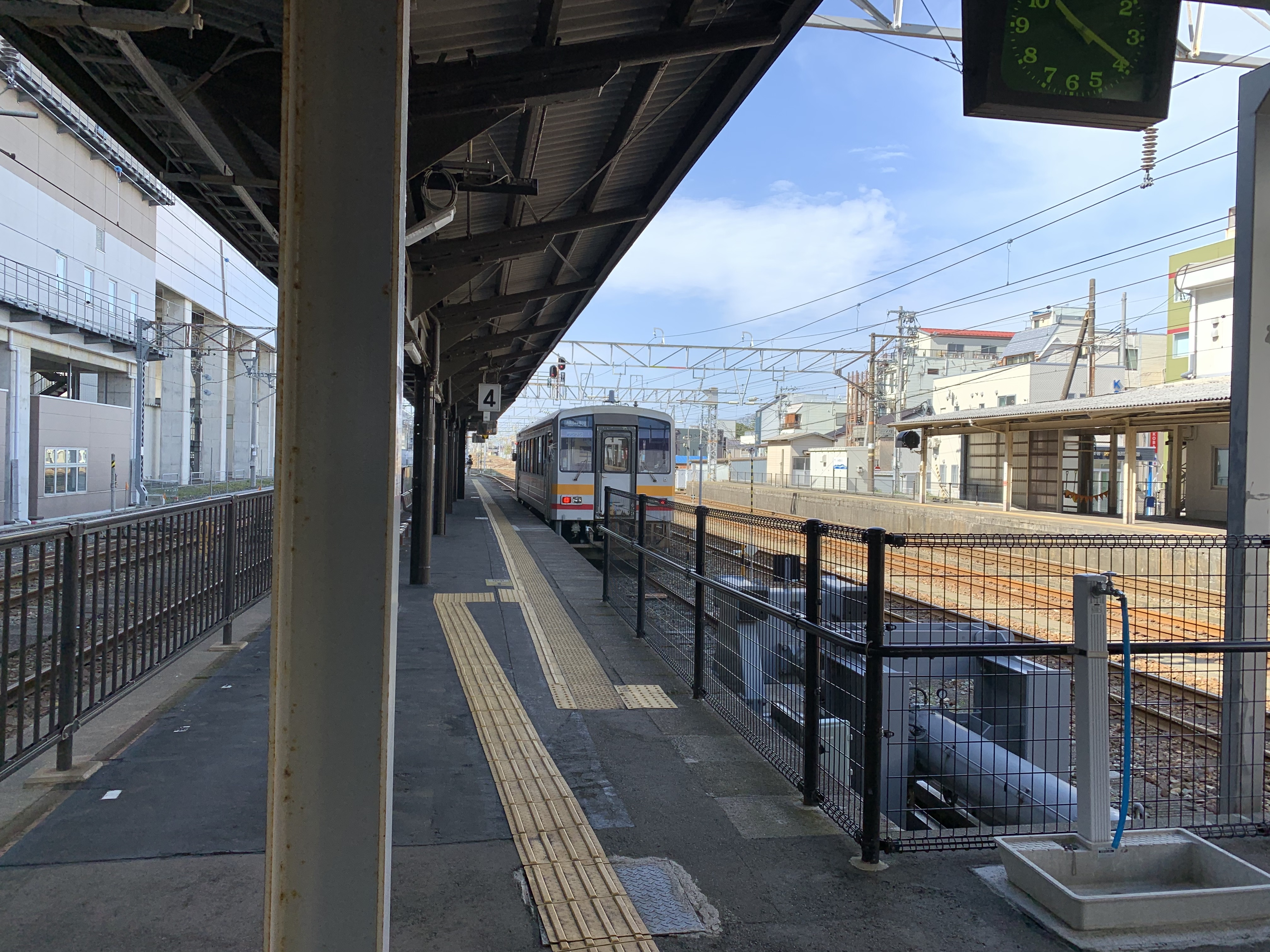
4號月台（2020年3月）
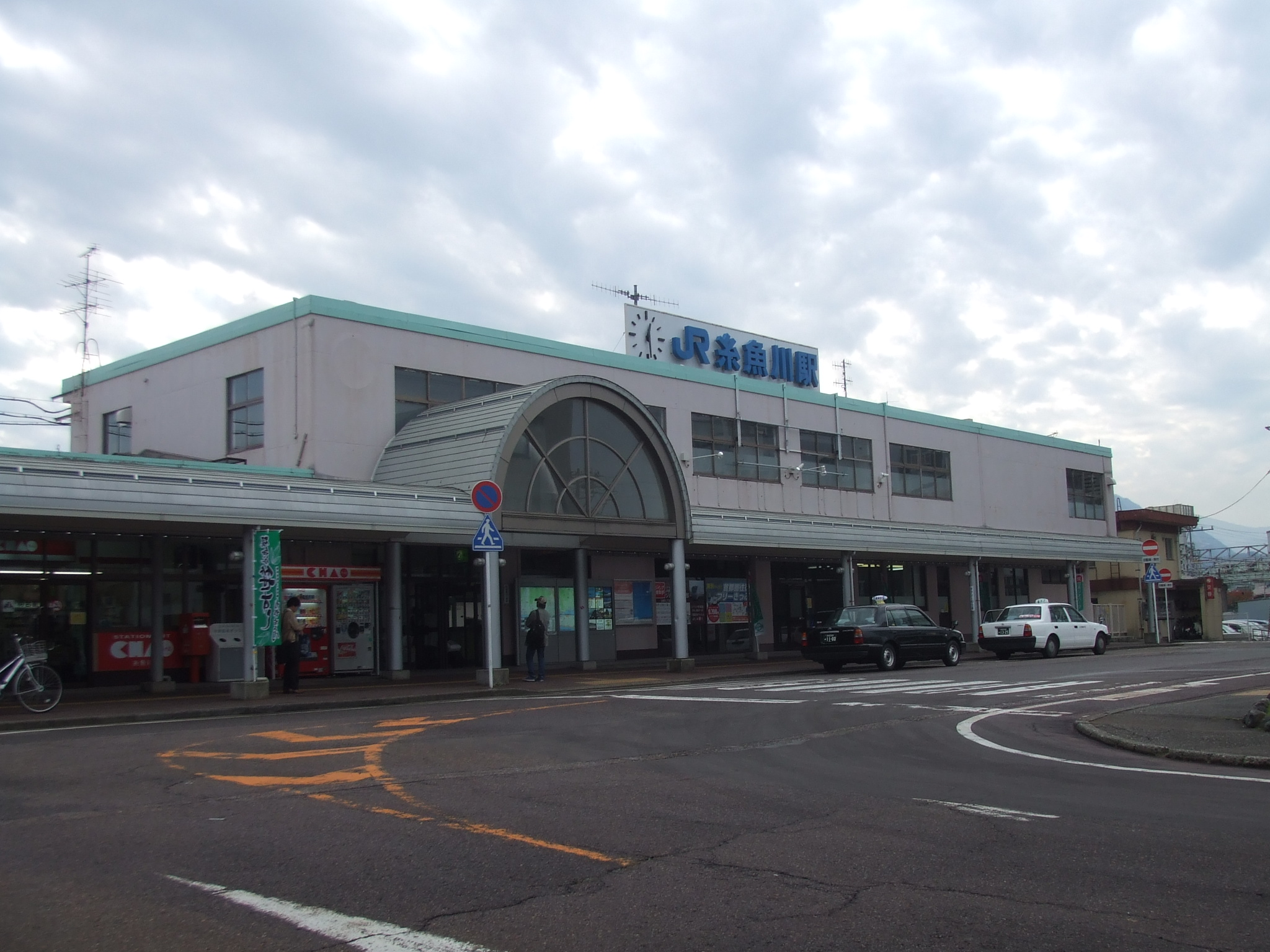
舊站房（2008年11月）
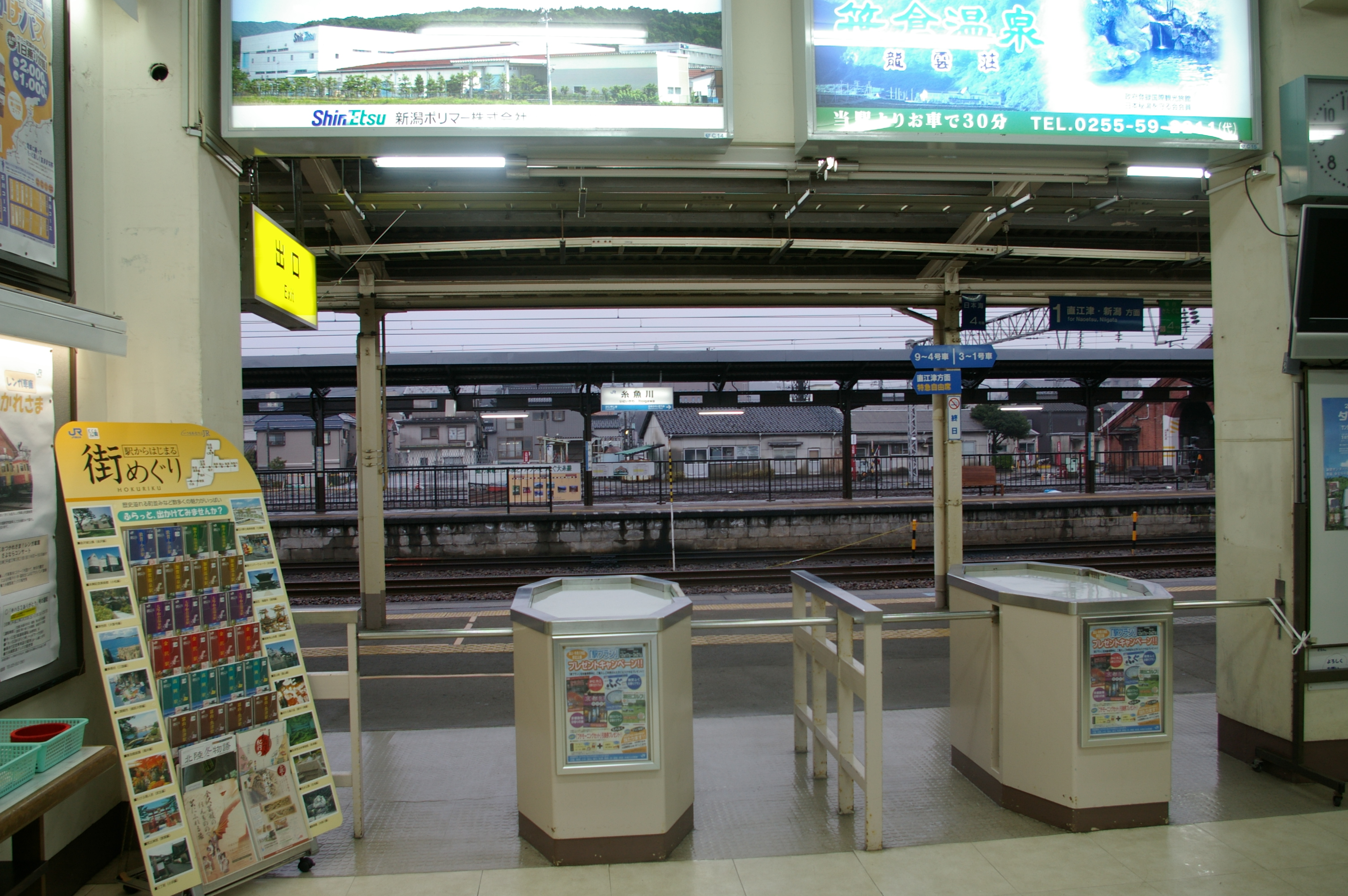
舊站房的檢票口（2010年3月）

#### 月台配置
設有側式月台1個及附設港灣式月台的島式月台1個，共提供2線4線的配置。側式月台為1號線，是1個全設有上蓋，有效長度達9輛的月台；島式月台為2、3號線，總長度可達15輛，當中靠向梶屋敷站方向約3輛為露天月台；至於4號月台，則是由2號月台向青海的末端削角而成的港灣式月台，有效長度為2輛，是專為大糸線列車所使用的月台。過往車站未進行高架化時，在最末端向青海站方向設有平交道連接島式及側式月台，現時已棄用並且將出入口封閉。隨高架化及南北自由通道投入使用，現時可以利用行人天橋連接各月台，另外各月台也亦增設了升降機。
1號月台路軌與2號月台路軌之間還設有1條通過路軌。
| 月台 | 路線          | 方向 | 目的地             | 備註                |
| ---- | ------------- | ---- | ------------------ | ------------------- |
| 1    | ■日本海翡翠線 | 下行 | 直江津方向         |                     |
| 2    | ■日本海翡翠線 | 下行 | 直江津、新潟方向   | 一部分的列車        |
| 2    | ■日本海翡翠線 | 上行 | 泊、高岡、金澤方向 | 一部分的列車        |
| 3    | ■日本海翡翠線 | 上行 | 泊、高岡、金澤方向 |                     |
| 4    | ■JR大糸線     | -    | 平岩、南小谷方向   | 一部分於3號月台開出 |

## 貨物處理
JR貨物車站現在為臨時處理站。但是沒有與車站接續的専用線和貨物處理設備，也沒有貨物列車在本站到開。最後使用的専用線，是由明星水泥保有的一條專用線路。同線於本站起沿北陸本線南部向西進，通過國道148號高架橋下，變向南方向至明星水泥糸魚川工場。全長1.9km，供水泥運送使用，2003年3月15日廢止。

## 歷史
- 1912年12月16日：國有鐵道信越線的名立站 - 糸魚川站間延伸開業（一般站）。當時是終點站[7]。
- 1913年4月1日：北陸本線的青海站至本站延伸。同時信越線的本站 - 直江津站間編入北陸本線[8]。
- 1932年12月21日：初代站房遭大火燒毀。
- 1934年11月14日：大糸北線本站～根知站開通[9]。
- 1957年：

- 8月15日：線路名稱改定。大糸北線成為大糸線的一部份。
- 8月改建為現有站房。

- 1964年：明星水泥糸魚川工場開始運作。工場的專用鐵道路軌開始使用。
- 1965年9月30日：北陸本線 泊站～本站交流電化[10]。
- 1966年10月1日：特急「白鷹」加停本站[11]。
- 1968年9月16日：北陸本線姬川信號場～本站複線化，廢除姬川信號場。
- 1969年：

- 6月4日：北陸本線本站～梶屋敷站間複線化。
- 10月1日：北陸本線本站～直江津站直流電化。本站成為直流電化區間與交流電化區間分界。

- 1972年12月16日：為紀念開業60周年記念，豎立記念碑[12]。
- 1973年：

- 4月1日：站前廣場改善工場完成。
- 12月15日：開設綠窗口。

- 1977年4月：糸魚川市站前（即現在日本海口側）整備工程完工。
- 1983年3月25日：大糸線引入列車集中制御装置 (CTC) 。
- 1986年11月1日：停止行李託運業務。
- 1987年4月1日：國鐵分割民營化，成為西日本旅客鐵道（JR西日本）及日本貨物鐵道（JR貨物）車站。
- 2000年：

- 1月20日：導入發車音樂。
- 2月8日：北陸本線 近江鹽津站～本站～直江津站CTC化。

- 2003年3月15日：本日起不再有始發貨物列車運行。
- 2005年6月：北陸新幹線糸魚川市中心高架橋工事始工。
- 2011年11月8日：在来線站房（日本海口站房）橋上化及新設自由通道路工程完成[17]。
- 2012年8月3日：北陸新幹線站房及周邊設施（亞爾卑斯口站房）完工[18]。
- 2013年12月1日：日本海口站房投入服務（第4代站房）[19]
- 2014年：

- 9月14日：連接在來線和新幹線的2樓大堂開放使用，但新幹線通道及閘口除外
- 11月22日：因發生2014年長野縣北部地震，引起土石流，大糸線列車暫時停駛。
- 11月24日：列車復駛。
- 12月14日：本站～能生站間發生停電事故，令北陸本線一度無法通行。

- 2015年3月14日：北陸新幹線開業，新幹線站舍部份全面使用，在來線部份改交由越後心跳鐵路管理。
- 2019年10月15日：受到強烈颱風哈吉貝影響，長野至上越妙高間路線不通，故從15至24日維修期間，從金澤出發之列車大部分以此站辦客起終點、皆在上越妙高進行折返(多數不辦客)。
- 2020年：

- 12月22日：取消綠窗口。
- 12月23日：導入可售指定席門劵的「綠券售票機」。

- 2024年6月1日：為方便沿線居民轉乘北陸新幹線及促進大糸線的使用，由糸魚川市、大町市及JR西日本共同安排於2024年6月1日至2025年3月31日為止，試行每天以巴士形式加開4班來往白馬～本站之間的班次[23]，變相重新直通JR西日本及JR東日本的路段[24][25]。

## 使用人數
根據《統計糸魚川》，2015年度起的客量是將越後心動鐵道與JR西日本合併計算的，而越後心動鐵道則每年均會發報各站的平均使人數，下表會以《統計糸魚川》為準。
| 乗車人員推算 | 乗車人員推算 | 乗車人員推算 |
| 年度         | 1日平均人數  |              |
| ------------ | ------------ | ------------ |
| 2004         | 1,268        |              |
| 2005         | 1,263        |              |
| 2006         | 1,183        |              |
| 2007         | 1,120        |              |
| 2008         | 1.093        |              |
| 2009         | 1,078        |              |
| 2010         | 1,022        |              |
| 2011         | 973          |              |
| 2012         | 950          |              |
| 2013         | 939          |              |
| 2014         | 865          |              |
| 2015         | 1,174        |              |
| 2016         | 1,205        |              |
| 2017         | 1,210        |              |
| 2018         | 1,210        |              |
| 2019         | 1,172        |              |
| 2020         | 756          |              |
| 2021         | 759          |              |
| 2022         | 914          |              |
| 2023         | 998          |              |

## 相鄰車站
※新幹線的停車站參見各列車條目。
西日本旅客鐵道（JR西日本）
北陸新幹線
上越妙高－糸魚川－黑部宇奈月溫泉
■大糸線
姬川－糸魚川
越後心跳鐵道
■日本海翡翠線
■觀光列車「雪月花」（本站起訖）
魚川－筒石
■急行
市振－魚川－直江津（1、2號）
青海－魚川－直江津（3、4號）
■普通
青海－魚川－越後押上翡翠海岸
■愛之風富山鐵道線普通（1日只限2班來回到發，泊站起直通至富山方向）
青海－糸魚川

## 關連項目
- 日本鐵道站一覽
- 北陸新幹線

## 外部連結
- JR西日本 糸魚川站 （页面存档备份，存于）
- 越後心動鐵路 糸魚川站
- 糸魚川レンガ車庫保存・活用研究會[永久]